# Симиренко Левко Платонович
Левко́ Плато́нович Симире́нко (6 (18) лютого 1855, с. Мліїв, Черкаський район, Черкаська область, Україна — 6 січня 1920) — український помолог і плодовод.

## Біографія

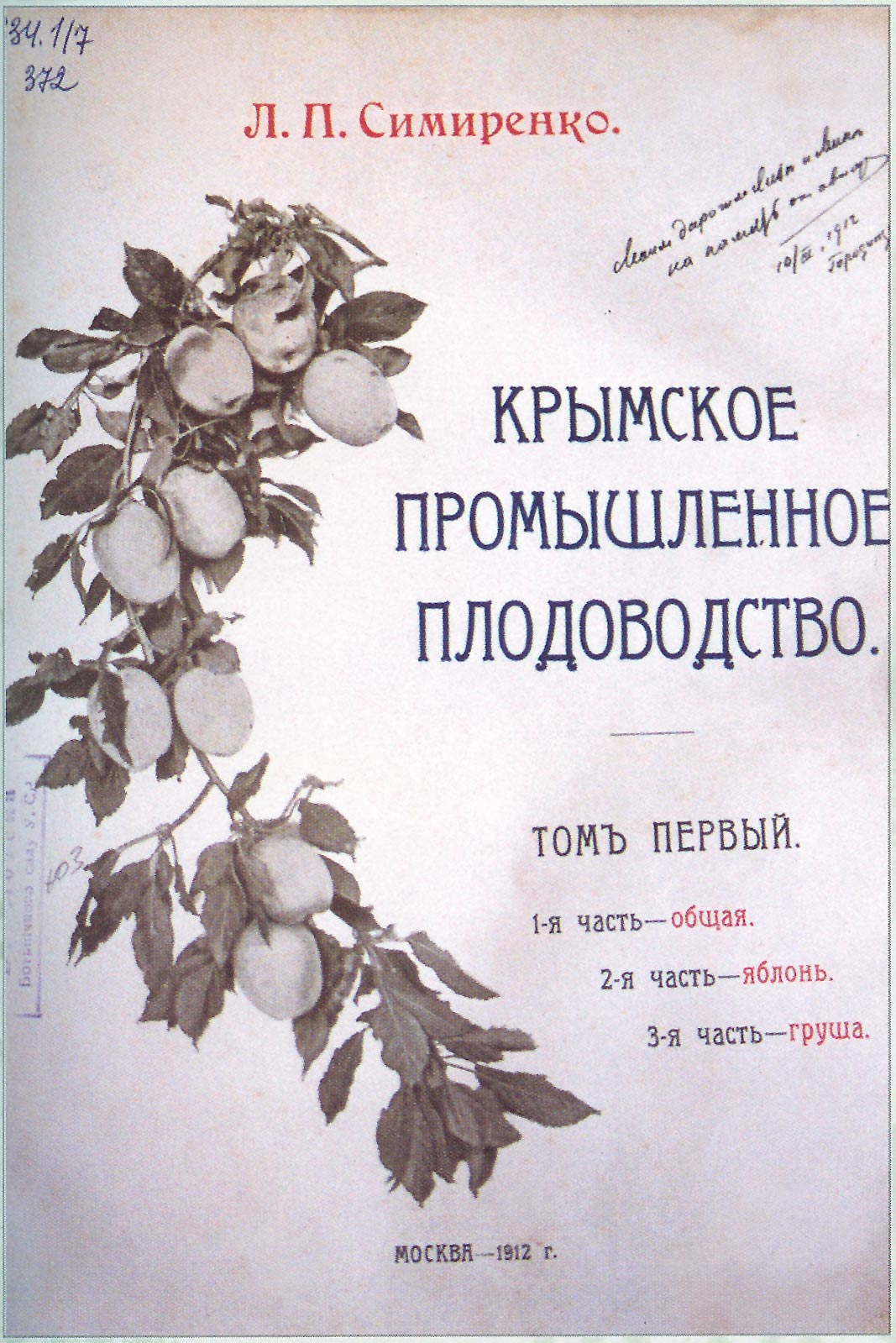
Титульна сторінка монографії Левка Симиренка з його автографом.

Народився у селі Млієві, тоді Черкаський повіт, Київська губернія, Російська імперія. Син Платона Симиренка. У 1879 році закінчив природничий факультет Новоросійського університету і у 1879—1887 роках за участь у русі народників перебував на засланні у Східному Сибіру, де працював садівником (серед іншого виплекав низькорослі повзучі овочеві дерева, які можуть витримати низькі температури).

Левко Симиренко з дітьми, 1910-ті рр. Зліва направо: Платон Львович (1888—1952), Володимир Львович, Левко Платонович, Тетяна Львівна (1887—1973)

Після повернення до Млієва Симиренко створив у ньому маточний колекційний сад і помологічний розсадник, який став найкращим у Російській імперії й однією з найбагатших в Європі помологічних колекцій; окрім інших овочевих й ягідних рослин, розсадник включав: 900 сортів яблунь, 889 — груш, 84 — слив, 350 — вишень і черешень, 15 — бросквини, 36 — абрикоси, 165 — аґрусу, 54 — горіха. Симиренко всебічно вивчав зібрані ним сорти, поліпшував селекційним способом якість місця, акліматизував чужі й вивів нові (наприклад, популярний сорт яблуні Ренет Симиренка, названий ним на честь батька), вказував для яких районів рекомендовані сорти є перспективними. При своєму розсаднику організував школу садівників і виховав низку висококваліфікованих фахівців, серед інших свого сина Володимира Симиренка.
Перші результати вивчення помологічної колекції свого розсадника виклав у «Генеральному каталозі». 1912 року видав капітальну працю «Кримське промислове плодівництво»; головна праця Симиренка — «Помологія», 1 — 3 тт., з'явилася у 1961 — 63 у Києві (друге вид. 1972-73).
Близьким другом Л. Симиренка був кримський ентомолог Сигізмунд Мокржецький.
За радянської влади маєток Симиренка націоналізовано і на його терені засновано Мліївську дослідну станцію садівництва, яку згодом названо іменем Л. Симиренка. Першим директором станції був його син Володимир.
За наявними даними, 6 січня 1920 року Левко Симиренко трагічно загинув від рук чекістів. Молодший брат Лева Платоновича — Микола, інженер-технолог, директор цукрового заводу. Був одружений з Клавдією Миколаївною Григорович-Барською. Помер 7 травня 1919 р. у Києві. Інший брат — Олексій, який мешкав у Києві, помер 7 червня 1919 р.

## Визнання

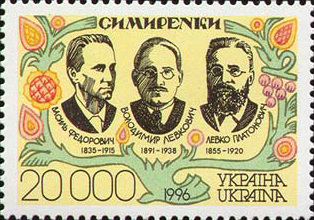
Левко Симиренко на поштовій марці 1996 року (праворуч).

Л. П. Симиренко — видатний помолог і науковець-садівник — здобув світову популярність. Він був обраний членом-кореспондентом Бельгійського товариства садівників, а в 1895 р. — Почесним членом Французького національного помологічного товариства.

## Вшанування пам'яті
Ім'я Левка Семеренка присвоєно Інституту помології НААН України та Мліївській дослідній станції помології,.
Низка вулиць населених пунктів України має ім'я Левка Симиренка. Докладніше — Вулиця Симиренка. 
Див. також
- Симиренки
- Ренет Симиренка
- Премія НАН України імені Л. П. Симиренка